# Papehia
Papehia, orthographié selon les sources Papeiha, Papeia, Pepeia, fut un évangéliste de la London Missionary Society installé par John Williams tout d’abord à Aitutaki de 1821 à 1823 puis Rarotonga à partir de 1823 où il vécut jusqu'à sa mort en 1867. Il est souvent considéré comme un personnage clé de l'histoire non seulement de Rarotonga mais de l'ensemble des îles Cook. 

## Biographie
Papehia était originaire de Bora Bora et fut formé à la station missionnaire d’Uturoa à Raiatea par John Williams. 
En octobre 1821, Williams ainsi que son épouse décidèrent de se rendre pour des raisons de santé à Sydney. Le pasteur britannique souhaitait en profiter pour étendre l'Évangile sur l'île d'Aitutaki. Il sélectionna pour cette mission deux de ses meilleurs étudiants : Papehia et Vahapata. Après quelques jours de navigation, le navire missionnaire arriva en vue de l'île. L’un des chefs de l’île Tamatoa Ariki accepta de les accueillir. Ils furent rejoints l’année suivante par Faaori
En juillet 1823, Williams affréta un nouveau navire, l'Endeavour, et embarqua de nouveau à destination d'Aitutaki. Il était cette fois-ci accompagné de Robert Bourne, son collègue chargé de la mission de Tahaa. Se trouvaient également à bord d’autres évangélistes originaires de Raiatea et deux de Tahaa ainsi que leurs épouses respectives :  Faumana, Mataitai, Vahineino,Fanaura, Taua, Tehei, Upa… que Williams projetait de laisser sur les différentes îles de l’archipel. Ignorant du sort qui avait été réservé à Papehia, Vahapata et Faaori, Williams et Bourne furent rassurés une fois arrivés à Aitutaki d’apprendre qu’ils étaient non seulement toujours vivants mais que l’ensemble de la population de l’île s’était converti.  Après une escale de deux jours, l'Endeavour reprit la mer à la recherche de Rarotonga. Outre Papehia que Williams souhaitait ramener à Raiatea, il embarqua également à bord Tamatoa Ariki et quatre Rarotongiens vivant à Aitutaki depuis plusieurs années. Après une tentative avortée à Mangaia ou Papehia faillit se faire tuer et un passage à Atiu, Mauke et Mitiaro où Williams déposa des « teachers », le navire arriva en vue de Rarotonga le 25 juillet 1823, débarquant par la passe d’Avarua. Reçu par Makea Pori, celui-ci accepta d’accueillir Vahineino et Fanaura et leur famille. Mais la première nuit se passa mal, selon les propres termes de Williams, Makea Tekao (lignée des Makea Karika Ariki), tenta « d’abuser » de l’épouse de Vahineino. Le lendemain matin, Vaineino et Fanauara dont les ardeurs évangéliques s’étaient depuis la veille refroidies remontèrent à bord de l'Endeavour pour annoncer à Williams leur intention de ne pas rester dans l'île. Papehia qui était toujours célibataire se proposa alors de les remplacer et s’installa chez Makea Pori. Il fut rejoint quatre mois plus tard par un Raiatean Tiberio. 

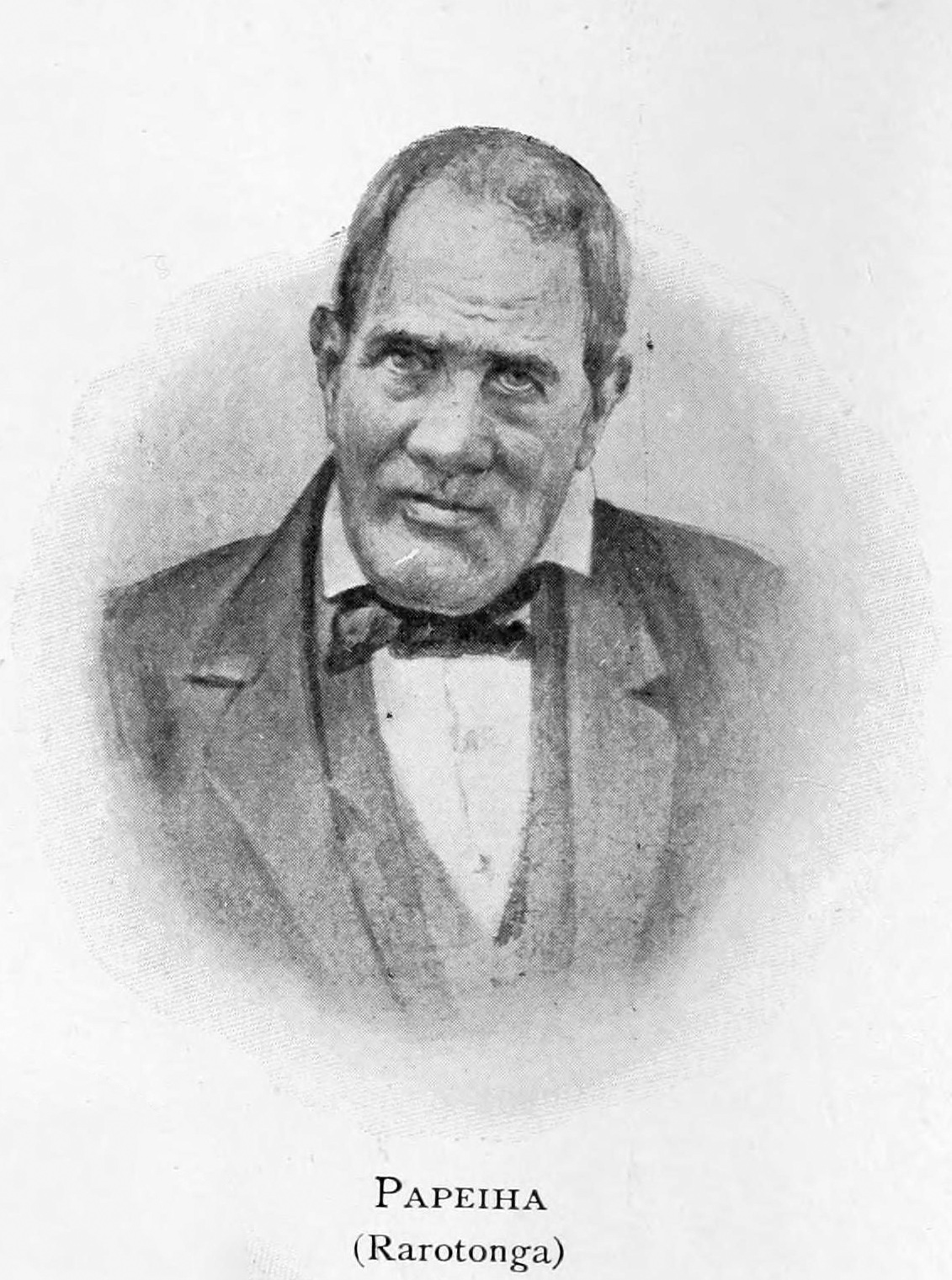

Les deux hommes réussirent en quelques semaines à faire accepter aux principaux Ariki de brûler leurs « idoles » (i.e. sculptures en bois représentant les ancêtres) et détruire les principaux marae. Ils firent également construire une première chapelle et mirent en place un enseignement religieux suivi par ceux que les opposants à la nouvelle religion surnommaient les «kai parau».  Ce n’est en effet qu’à la fin des années 1830 et après moult conflits, complots, etc. que l’ensemble de la population de Rarotonga acceptât finalement de se convertir. 
Entre-temps en 1825 ou 1826, Papehia épousa Te Vaerua o te Rangi, la fille aînée de Tinomana Enuarurutini, ariki de Puaikura tandis que Tiberio prenait pour épouse Makea Te Vaerua, la fille de Makea Pori, laquelle devait obtenir le titre de Makea Nui Ariki en 1845. 
En 1827, Williams repassa à Rarotonga accompagné de Charles Pitman qui s’installa à Ngatangiia où avait été regroupée la population convertie du vaka de Takitumu. Ils furent rejoints l’année suivante par Aaron Buzacott qui prit en charge la station d’Avarua où vivaient les gens de Teauotonga et de Puaikura. Néanmoins à la suite d'un conflit entre Makea Pori et Tinomana Enuarurutini, Buzacott jugea plus prudent de fonder une nouvelle station sur les terres de Tinomana Enuarurutini à Arorangi qu’il confia à Papehia et dont il s’occupa jusqu’à sa mort le 25 mai 1867.

## Sa descendance
Papehia eut avec Te Vaerua o te Rangi huit enfants (six filles et deux garçons) qui furent par ordre de naissance : Te Upoko o Nga ariki (f), Tekao (m), Taromi (f), Rangitai(f), Isaia(m), Te Pori (f), Matoi (f) , Ani(f). 
De nos jours, les descendants de Papehia se comptent par centaines. Parmi eux, 12 obtinrent un titre d'Ariki. Te Upoko o nga ariki épousa Makea Karika Tuaivi (Makea Karika Ariki). La fille aînée de Tekao épousa Rangi Makea dont sont issus les Makea Nui Ariki tandis que son autre fille Tinomana Ngataraiau obtint le titre de Tinomana Ariki de 1915 à 1916. De Taromi descendent également trois autres Tinomana Ariki (Timomana Pirangi, Tinomana John Pirangi et Tinomana Tepai).
Du fait de son mariage avec la fille de Tinomana Enuarurutini, Papehia reçut également un titre de Rangatira, titre associé à un certain nombre de terres à Arorangi qui furent transmises à la lignée Tekao et donc ensuite aux Makea Nui Ariki.

## Arbre généalogique
En gras, les descendants de Papehia ayant obtenu un titre d'Ariki
```
Papehia ♂ (???-1867)
x 1824 Te Vaerua o te Rangi ♀, fille de 
Tinomana Enuarurutini
 ♂, (cf. 
Tinomana Ariki
)
│
├──> Te Upoko o Nga Ariki ♀
│     x 
Makea Karika Tuaivi
 ♂ (cf. 
Makea Karika Ariki
)
│     │
│     └──>
Makea Karika Tavake
 ♂
│         x Matiroeroe Papai ♀
│         │
│         ├──>
Makea Karika Takau Tuaraupoko Mokoroa ki Aitu
♀ (???-1942)
│         │   x inconnu
│         │   │
│         │   └──>
Makea Karika George Pa
 ♂ (1893-1949)
│         │       x Ngapoko Wilson ♀
│         │       │ 
│         │       ├──>
Makea Karika Takau Margaret Ariki
 ♀, titulaire actuelle du
│         │       │   titre de 
Makea Karika Ariki

│         │       │
│         │       └──> + 10 autres enfants (Tepeta ; Tekura ; Pa Tuaivi ; Ani ; Rakera ; 
│         │              Uatini ; Tekao ; Takau ; Amota ; Teremoana)
│         │           
│         └──> + 4 autres enfants (Tekao ; Tepeta ; Iaveta ; Ngataraiau)     
│      
├──> Tekao ♂
│    x Tauariki ♀
│    │
│    ├──> Tapumanoanoa ♀  
│    │    x 
Rangi Makea Ariki
 ♂, 
Makea Nui Ariki
 à partir de 1911
│    │    │ 
│    │    ├──>
Makea Nui Tinirau Teremoana Ariki
 ♂ 
│    │    │   x Tutini ♀
│    │    │   │ 
│    │    │   ├──>
Makea Nui Takau Margaret Tinirau Rio Ariki
 ♀ (???-1949)
│    │    │   │   x 
Edward Te Whiti Rongomai Love
 ♂
│    │    │   │   │  
│    │    │   │   ├──>Mokoroa
│    │    │   │   │
│    │    │   │   ├──>
Makea Nui Inanui Love Nia
 ♀, 
Makea Nui Ariki
 de 1994? à 1996
│    │    │   │   │ 
│    │    │   │   ├──>Veia
│    │    │   │   │
│    │    │   │   └──>Myra
│    │    │   │
│    │    │   └──>
Makea Nui Tapumanoanoa Teremoana Ariki
 ♀, 
Makea Nui Ariki
 de 1950 à 1994 ?
│    │    │       x 
Kainuku Ariki
 ♂
│    │    │       │
│    │    │       ├──>Te Marama-eru-tea Paula ♀
│    │    │       │
│    │    │       └──>Mere Maraea ♀ (a reçu une investiture contestée par d'autres            
│    │    │           prétendants au titre en 1996)
│    │    │ 
│    │    └──>Tamarua (♂ ??)
│    │        x Ngapia (♀ ??)
│    │        │
│    │        └──>5 enfants (Ngamarama ; Teariki
[
7
]
 ; Turi ; Tinirau ; Atatoa 
│    │
│    └──>
Tinomana Ngataraiau
 ♀, 
Tinomana Ariki
 de 1915 à 1916 (aucune descendance)
│        x Metuaore  
│
├──>Taromi ♀
│   x Tuki ♂ (premier époux), Aporo ♂(
2
e
 
époux
)
│   │ 
│   ├──>
Tinomana Pirangi
 ♂, 
Tinomana Ariki
 de 1910 à 1915
│   │   x Rangipiri ♀
│   │   │ 
│   │   ├──>Tuiarongo ♀
│   │   │   x Tamaau ♂ (premier époux), x Ngaakapi ♂ (second époux)
│   │   │   │
│   │   │   ├──>Tamatoa ♂
│   │   │   │   x Tearuru ♀
│   │   │   │   │
│   │   │   │   ├──>
Tinomana Tepai
, 
Tinomana Ariki
 de 1948 à 1970
│   │   │   │   │
│   │   │   │   └──>+ 13 autres enfants
│   │   │   │
│   │   │   └──>+ 7 enfants, 4 avec Tamaau (Tauariki; Pirangi; Rere; Tamaau) et 3 avec Ngaakapi
│   │   │       (Tou; Teau; Taru)
│   │   │
│   │   └──>
Tinomana John Pirangi
 ♂, 
Tinomana Ariki
 de 1934 à 1948
│   │       x Rongonui ♀ (
1
re
 
épouse
), x Oropai ♀ (
2
e
 
épouse
) ⤇ 7 enfants
│   │
│   └──>+ 2 enfants avec Aporo (Mare et Tuatata). 
│
├──>Rangitai ♀. 
│   x 
Tinomana Makea Tamuera
 
│
├──>Isaia ♂ (pasteur de la 
London Missionary Society
, comme son père)
│   x Louisa Agostini
[
8
]

│   │ 
│   └──>5 enfants : Katherine ; William ; Rangitai ; Tepaeru et Davida. 
│       Seule leur fille Rangitai a une descendance.
│       Elle épouse Stanley Heather et ont une nombreuse descendance (cf.lien externe)
│
├──>Te Pori ♀
│   x Salomona ♂
│   │
│   └──>3 enfants Te Pori ; Puipui ; Tekii. Seul Tekii à une descendance.
│
├──>Matoi ♀
│   x Nuku ♂
│   │
│   └──>1 fils Mitikiro (nombreuse descendance)
│ 
└──>Ani ♀
    x Akanoa ♂
    │
    └──>2 enfants Daniela et Kakara. Seul Daniela a une descendance.
```